# Wasserturm Genthin
Der Wasserturm Genthin ist ein Wasserturm in der Stadt Genthin in Sachsen-Anhalt. Der weithin sichtbare Turm dicht am Ufer des Elbe-Havel-Kanals ist ein Wahrzeichen der Stadt und wird seit 1995 nicht mehr zur Wasserversorgung der Einwohner genutzt.

## Geschichte und Gestaltung
Der Turm entstand in den Jahren 1934/35 in der heutigen Geschwister-Scholl-Straße als Wasserturm für die städtische Trinkwasserversorgung. Die Bauaufsicht oblag dem Stadtdirektor Tingelhoff. Der 48 Meter hohe, monumental wirkende, achteckige, etwas konische Turm entstand in Skelettbauweise aus monolithisch gegossenem Stahlbeton mit acht äußeren und vier inneren tragenden Säulen. Die Treppe zwischen den inneren Säulen ist einschließlich des Treppengeländers in die monolithische Konstruktion einbezogen. Die Turmwand ist aus Klinkern gemauert, dabei bleiben die tragenden Außensäulen als Lisenen sichtbar. Über dem 400 m³ fassenden Wasserbehälter befindet sich eine Aussichtsplattform, die über 232 Stufen zu erreichen ist. Der in der Zeit des Nationalsozialismus gebaute Turm sollte auch ideologischen Zwecken dienen. Die äußeren acht Betonpfeiler waren mit acht 3,20 Meter großen gestalteten Figuren verziert, die aus der Werkstatt des in Kaiserslautern (Rheinland-Pfalz) geborenen Bildhauers Bernhard Schmitt (1902–1950) stammten. Vier Figuren stellten einen Soldaten, ein Mitglied des Reichsarbeitsdienstes sowie je einen Angehörigen der SS und der SA dar. Diese Figuren und eine für Sonnenwendfeiern auf der Aussichtsplattform befindliche Schale wurden nach dem Ende der nationalsozialistischen Herrschaft entfernt. Die übrigen vier Figuren – Arbeiter, Frau, Landmann und Ingenieur – blieben erhalten.

## Nutzung seit 1995
Trotz der 1995 erfolgten Einstellung der Nutzung als Wasserturm sind Turm und Aussichtsplattform weiterhin öffentlich zugänglich.
Jährlich findet das Fest Spuk im Turm statt, bei dem sich viele ehrenamtliche Geister im Turm verstecken, ihr Unwesen treiben und versuchen die Leute zu erschrecken, die zur Aussichtsplattform kommen wollen. Zeitweise befand sich im Turm ein Café.

Die lange aufgeschobene Sanierung des Turmes begann im Frühjahr 2022. Die Kosten von geplant einer Million sind auf fünf Millionen gestiegen.